# اکسل گروئنبرگ

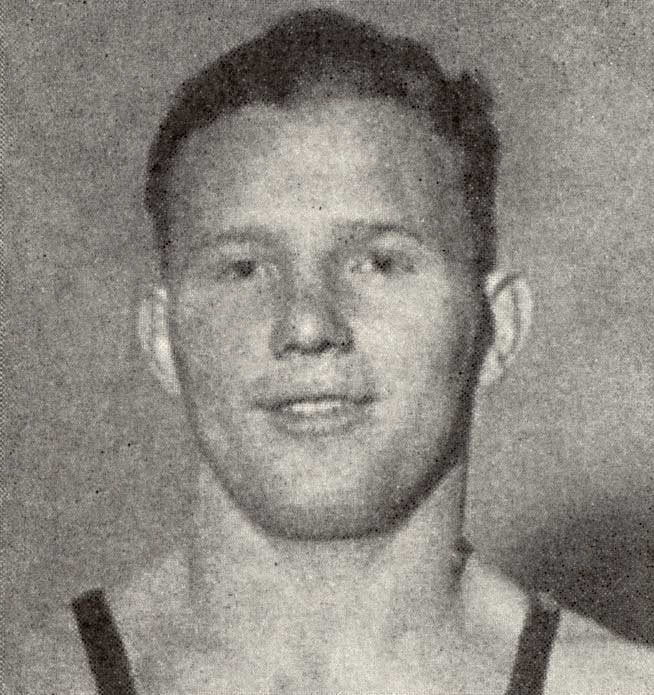
اکسل گروئنبرگ در سال ۱۹۵۰

اکسل گروئنبرگ (به سوئدی: Axel Grönberg) (زاده ۹ می ۱۹۱۸ - درگذشته ۲۳ مارس ۱۹۸۸) کشتی گیر کشور سوئد است.